# 杜匹鲁单抗
杜匹鲁单抗（英语：Dupilumab），商品名为杜避炎（Dupixent）是一种单克隆抗体藥物，可用于治療过敏性疾病，如異位性皮膚炎、哮喘和鼻息肉导致的鼻窦炎。該藥物的副作用會誘發过敏、唇瘡和角膜炎。 該藥品由再生元製藥和健赞研發。2017年，美国食品和药物管理局批准其可用於治療中度至重度特应性皮炎。2018年底，又被美国食品和药物管理局批准用於治療哮踹。